# ナチュラルビューティーベーシック
ナチュラルビューティーベーシック（NATURAL BEAUTY BASIC）は、日本のファッションブランドである。株式会社サンエー・インターナショナルがブランド立ち上げ以来展開してきたが、2014年3月のTSIホールディングスによる事業再編に伴い、株式会社サンエー・ビーディーに継承された。
主として20歳代の女性をターゲットに、ファッションビルや、アトレなどの駅ビル、イオンモールをはじめとする大型ショッピングセンターを中心に展開している。
2014年春夏コレクションから、「story&you」をコンセプトに、化粧品や、一部店舗では子供服・バス用品の取り扱いを開始した。

## 姉妹ブランド
- ナチュラルビューティー(NATURAL BEAUTY)
  - 源流となるブランドで、伊勢丹・西武百貨店・丸井など百貨店を中心に展開。2014年の再編でサンエー・インターナショナルから東京スタイルに継承された[1]。
- エヌ ナチュラルビューティーベーシック(N.Natural Beauty Basic)
  - ナチュラルビューティーベーシックの一部既存店舗をリニューアルの上で、2010年春夏シーズンより展開を開始した。こちらも2014年3月からサンエー・ビーディーが継承している。

## CM

### 現在
- なし

### 過去
- CMキャラクター　長澤まさみ[3]
  - 2012年4月6日 - CMソング天国のキッス（南波志帆） （松田聖子「天国のキッス」のカバー）
  - 2012年10月6日 - 10月19日 CMソングguruguru（ケツメイシ）

- CMキャラクター　長谷川潤
  - 2011年3月 - 4月　CMソングNaturally（松下優也）
  - 2011年10月7日 - CMソングAnother World（EXILE ATSUSHI）
- CMキャラクター　Perfume
  - 2010年3月　CMソングナチュラルに恋して （関東・関西・名古屋地区のみ）
  - 2010年10月6日 - 10月19日　CMソングねぇ（関東・関西・名古屋・北海道・福岡地区のみ）